# Casa na Rua Alexandre Herculano n.º 1, Odemira
A Casa na Rua Alexandre Herculano, n.º 1 é um edifício histórico na vila da Odemira, na região do Alentejo, em Portugal.

## Descrição
O edifício consiste numa antiga casa de habitação abastada, situada num local nobre da vila de Odemira, uma vez que a sua fachada principal está orientada para a Praça da República, onde se situa o edifício dos Paços do Concelho, O imóvel em si não está classificado, mas integra-se na protegida do Parque Natural do Sudoeste Alentejano e Costa Vicentina.
Apresenta uma arquitectura vernacular, inspirada claramente pelos modelos construtivos tradicionais da região, que é combinada com vários elementos tardo-barrocos e e neoclassicistas. A influência da arquitectura tradicional pode ser constatada pela presença de cinco janelas de sacada no segundo piso, que realçam também a sua aparência aristocrática. O estilo barroco encontra-se principalmente nos vários recursos decorativos, podendo ser considerado já bastante tardio, tendo em conta a origem oitocentista do imóvel, sendo de destacar o recorte mistilíneo da janela de sacada central e da sua varanda. Quanto à inspiração neoclássica, esta pode ser encontrada no mirante, que é rematado por um frontão triangular suportado por cunhais apilastrados. A casa apresenta uma planta de forma trapezoidal e irregular, e tem as coberturas de forma diferenciada, com um telhado de três águas para o corpo principal, sendo as duas águas laterais parcialmente prolongadas, de forma a proteger o mirante.
A fachada principal da casa, caiada em tons brancos, está orientada no sentido Sudoeste, e está organizada num só pano e em dois registos, divididos por uma moldura de argamassa caiada em cinzento. A fachada termina lateralmente em cunhais cinzentos em argamassa, suportados por socos também naquele material. No topo apresenta um entablamento caiado igualmente a branco, e depois um beirado. No centro do rés-do-chão abre-se a entrada principal da casa, com moldura em cantaria e verga recta, tendo duas janelas em cada lado, todas com moldura em cantaria, sendo as duas do lado direito protegidas por grades em ferro forjado. No primeiro andar abrem-se cinco janelas de sacada com moldura de cantaria, sendo a central de verga curva e chave saliente com uma estrela. Todas as janelas apresentam uma varanda de ferro forjado sobre base em cantaria, que na central é recortada, e assente sobre mísulas que ladeiam o portal no piso térreo. Em cima do beirado encontra-se o mirante, com um só pano ladeado por cunhais, e encimado por um frontão com beirado. É rasgado por uma janela de sacada, com moldura de cantaria rematada por três pilastras, que terminam no frontão. Em frente do mirante situa-se uma varanda em ferro forjado.
A fachada virada a Noroeste é só de um pano, e tem uma porta e quatro janelas no piso térreo, e cinco janelas no primeiro andar, enquanto que a face Sudeste também só possui um pano, e é rasgada por uma porta no rés-do-chão e quatro janelas no primeiro piso. No interior, o portal abre-se para um átrio, onde se destaca o pavimento em seixos rolados brancos e negros, formando um padrão. Ao fundo deste átrio situa-se a escadaria principal, cujo acesso é feito por um arco em asa de cesto, cuja sanca ostenta a inscrição Anno 1840.

## História
De acordo com uma inscrição no interior, o imóvel poderá ter sido concluído em 1840. Desde os princípios do século XXI, o prédio foi ocupado por diversas entidades, tendo por exemplo sido a primeira sede da Associação de Artesãos do Concelho de Odemira, formada em 2002, Em 2001 albergava a TAIPA - Organização Cooperativa para o Desenvolvimento Integrado do Concelho de Odemira, em 2005 a ADELICO - Associação para o Desenvolvimento Integrado do Concelho de Odemira, e em 2006 o gabinete de atendimento da cooperativa INDE - Intercooperação e Desenvolvimento.